# Plectrocnemia geniculata
Plectrocnemia geniculata är en nattsländeart som beskrevs av Mclachlan 1871. Plectrocnemia geniculata ingår i släktet Plectrocnemia och familjen fångstnätnattsländor.

## Underarter
Arten delas in i följande underarter:
- P. g. almoravida
- P. g. calabrica
- P. g. factiosa